# Amalgama (minerale)
L'amalgama è un minerale costituito da un amalgama di mercurio e argento, non è considerata una specie a sé stante ma una varietà di argento nativo.